# Солнцевская линия
Со́лнцевская линия (также Со́лнцевский ра́диус) — восьмая по официальной нумерации (тринадцатая по хронологии) линия Московского метрополитена. Линия проходит по территории Центрального, Западного и Новомосковского округов Москвы.
Первый участок «Деловой центр» — «Парк Победы» открыт 31 января 2014 года с челночным движением по одному пути. К настоящему времени в состав линии входят 14 станций; её общая длина составляет 30,9 км, среднее время поездки — 41 минута. 
Участок «Деловой центр» — «Парк Победы» — глубокого заложения, а «Минская» — «Аэропорт Внуково» — мелкого. На схемах обозначается жёлтым цветом и номером  .
Солнцевская линия не имеет беспересадочного сообщения с открытой в 1979 году Калининской линией, которая на схемах отображается таким же жёлтым цветом и числом  , однако проект соединения обеих линий в единую Калининско-Солнцевскую линию существует не первое десятилетие и является дальней перспективой развития (решение о соединении ещё не принято); правительство Москвы неоднократно объявляло, что к вопросу соединения вернутся после завершения работ на Большой кольцевой линии; при этом проект не предусмотрен утверждённой программой строительства, однако 26 декабря 2023 года правительство Москвы объявило о поиске технологий для соединения двух линий. Вместе с этим институт Генплана Москвы предполагал, что в случае отсутствия официального отказа от проекта соединения он мог остаться нереализованным в пользу появления МЦД-5, однако впоследствии власти Москвы отказались от МЦД-5.

## История

#### Планы
По Генплану 1971 года планировался Калининско-Арбатский диаметр, при этом Калининский радиус проходил бы от Реутова на востоке через «Таганскую» и «Новокузнецкую» до «Арбатской» на западе, где должен был соединяться с Арбатским радиусом глубокого заложения, а по соединительной ветви «Площади Революции» — «Александровский сад» восстановилось бы пассажирское движение между Арбатско-Покровской и Филёвской линиями. К конечной станции «Киевская» примыкал перспективный Киевский радиус в сторону Солнцева.
Начиная с 1985 года западное продление Калининской линии планировалось провести севернее, через районы Филёвский Парк и Мнёвники. Участок общей протяжённостью 13,5 км, включал в себя 12 станций: «Кадашёвская», «Остоженка», «Плющиха», «Конюшковская», «Трёхгорка», «Деловой центр», «Фили», «Большая Филёвская улица», «Филёвская Пойма» (по другому варианту ТЭО — «Шелепиха», «Мнёвники»), «Народное Ополчение», «Живописная», «Серебряный Бор». С 1993 года линию планируется довести до «Строгино», где планировалось переключение участка «Строгино» — «Пятницкое шоссе» Арбатско-Покровской линии на Калининскую линию, обеспечивая более короткий путь в центр для жителей районов Строгино и Митино. Для этого за станцией «Строгино» были построены камеры съездов.
Распад СССР и экономическое положение страны вынудили искать более дешёвые пути решения транспортных проблем периферийных районов столицы. На перспективной схеме 1993 года от хордовой линии остался лишь участок от «Солнцева» до «Парка Победы». В связи с отказом строительства другой — Митино-Бутовской хорды в пользу продления Арбатско-Покровской линии в Строгино и Митино для Солнцевской линии пришлось задействовать крайние пути строящегося на тот момент совмещённого пересадочного узла на «Парке Победы». Из-за этого трасса линии выписывает две последовательные S-образные кривые. Однако строительство третьей станции глубокого заложения при незадействованных крайних путях строящейся в условиях кризиса было признано неразумным.
В 2002 году было решено построить линию так называемого «лёгкого метро» от станции «Юго-Западная» Сокольнической линии. В отличие от Бутовской линии, которая представляет собой, по сути, продолжение Серпуховско-Тимирязевской линии с более короткими станциями, Солнцевская линия лёгкого метро изначально была задумана как распределительный контур. Из первоначального проекта исключены станции «Никулинская» и «Востряково» как предположительно имеющие малый пассажиропоток. В перспективе на пути из Солнцева предполагалась пересадка на упомянутую выше перспективную линию вдоль Мичуринского проспекта, укороченную до Олимпийской деревни. При проектировании был учтён опыт (не всегда положительный) строительства и эксплуатации Бутовской линии: в отличие от неё, в проекте Солнцевской линии в целях повышения максимальной провозной способности длина станционных платформ была рассчитана на составы из четырёх вагонов типа «Русич». В конечном итоге, детальный анализ показал нецелесообразность создания Солнцевской линии лёгкого метро, поэтому было решено вернуться к предыдущим планам по строительству классического метро от «Парка Победы».
В 2006 году появился проект Третьего пересадочного контура, трасса которого повторяла один из вариантов трассы Калининской линии через «Шелепиху», «Мнёвники» и далее шла через Ходынское поле к станциям «Динамо» и «Савёловская», таким образом, заместив собой ранее планируемый срединный участок Солнцевско-Мытищинской хорды. В результате этого планируется объединение Солнцевского радиуса с Калининским. Данное концептуальное решение было отражено в новом Генеральном плане развития города Москвы 2010 года.

#### Реализация
В 2010 году было принято решение приступить к строительству западного радиуса, проходящего от станции «Парк Победы» в направлении района Солнцево, который планировалось впоследствии соединить с Калининской линией.
11 января 2012 года подрядчики впервые приступили к строительству на огороженных в декабре 2011 года площадках станций «Деловой центр», «Парк Победы», «Минская», «Ломоносовский проспект» и «Раменки». В июне 2013 года было объявлено о том, что конечной на линии будет станция «Рассказовка».
31 января 2014 года открыт участок «Парк Победы» — «Деловой центр» протяжённостью 2,4 км. Движение на нём осуществлялось по одному II пути в челночном режиме. Эксплуатировался трёхвагонный состав 81-740.4/741.4 «Русич». На указателях и схемах пусковой участок был обозначен как «Калининская линия» и имел номер  , а после обновления официальной схемы в вагонах стал обозначаться как «Солнцевская линия» и под номером  . 19 февраля 2016 года по пусковому тоннелю I пути от «Парка Победы» до «Делового центра» прошёл габаритный вагон, а 25 февраля — пробный поезд. 27 февраля с начала работы метрополитена пассажирское движение осуществлялось уже по I пути. II путь был закрыт и выведен из режима метрополитена на период достройки.
В декабре 2016 года стартовали пусковые работы по вводу в строй участка до станции «Раменки». С 19 по 28 декабря движение челнока было закрыто для подключения оборудования участка «Парк Победы» — «Раменки». В ночь с 25 на 26 декабря по I пути от станции «Парк Победы» до станции «Раменки» прошёл сначала габаритный вагон, а затем и пробный поезд. 28 декабря с началом работы метрополитена на I пути вновь начал функционировать челнок «Деловой центр» — «Парк Победы», только теперь в виде семивагонного состава 81-760/761 «Ока». 30 декабря пусковой участок был показан мэру Москвы Сергею Собянину и руководителям стройкомплекса. Работы в тупиках станции «Раменки», тупике на перегоне «Деловой центр» — «Парк Победы» и на II пути были завершены к середине января 2017 года, и 22 января пробный поезд прошёл уже по обоим путям. C 25 по 30 января 2017 года движение челнока снова было прекращено для работ по подключению нового участка. 16 марта 2017 года участок «Парк Победы» — «Раменки» был открыт для пассажиров.
С 24 февраля 2018 года станция «Деловой центр» была временно закрыта в связи со строительством оборотных тупиков, а также для возможности организации совместного маршрутного движения с Большой кольцевой линией на участке «Петровский парк» — «Шелепиха», который был открыт 26 февраля 2018 года. Для этого между станциями «Парк Победы» и «Шелепиха» была построена двухпутная соединительная ветка. Поезда, прибывающие на станцию «Шелепиха» со стороны станции «Петровский парк», по очереди отправлялись на Солнцевский радиус и на станцию «Деловой центр» в соотношении 2:1. С открытием участка «Раменки» — «Рассказовка» соотношение поездов, следующих до станции «Рассказовка» и «Деловой центр» БКЛ, изменилось на 3:1 с интервалом 2,5 минуты на общем участке. После открытия станции «Савёловская» — на 2:1 с интервалом 2 минуты на общем участке.
21 июня 2018 года осуществлен технический пуск участка «Раменки» — «Рассказовка». 28 августа по путям нового участка проехал первый пробный поезд. 30 августа 2018 года основной участок Солнцевской линии от станции «Раменки» до станции «Рассказовка» длиной 15,3 километров с семью станциями и электродепо ТЧ-18 «Солнцево» был введён в эксплуатацию. 30 декабря 2018 года на Большой кольцевой линии открыта станция «Савёловская», до которой продлено совместное движение поездов Солнцевской линии.
12 декабря 2020 года в связи с предстоящим открытием участка Большой кольцевой линии «Хорошёвская» — «Мнёвники», присоединением к нему участка «Деловой центр» — «Савёловская» и открытием станции «Деловой центр» вместе с новыми оборотными тупиками, прекратилась совместная эксплуатация БКЛ и Солнцевской линией участка «Деловой центр» — «Савёловская». Благодаря этому была увеличена парность поездов в час пик на линии «Деловой центр» — «Рассказовка».
6 сентября 2023 года линия была продлена на 5,2 км в виде двух станций: «Пыхтино» — в районе одноимённой деревни и микрорайона Солнцево-Парк и «Аэропорт Внуково» — рядом с аэропортом Внуково. Участок подземный за исключением метромоста через реку Ликову.

## Пассажиропоток
Новые станции, открытые 6 сентября 2023 года, за неделю использовали 113 тысяч раз.

## Перспективы

### Объединение с Калининской линией
В отдалённой перспективе планировалось построить участок «Деловой центр» — «Третьяковская» с тремя станциями. Таким образом, Солнцевский и Калининский радиус должны были объединить в одну линию. Но 13 марта 2019 года Сергей Собянин в интервью телеканалу «ТВ Центр» заявил, что объединение больше не планируется, однако к этому вопросу вернутся в 2023 году после замыкания Большой кольцевой линии, так как объединение заложено в генеральный план Москвы, но в то же время не предусмотрено утверждённой программой строительства. Несмотря на это, 26 декабря 2023 года правительство Москвы объявило о поиске технологий для соединения двух линий.

### Продление за станцию «Аэропорт Внуково»
В 2021 году озвучивались планы по продлению Солнцевской линии за «Аэропорт Внуково» в случае проведения выставки «Экспо-2030». Хотя 23 мая 2022 года Россия отозвала заявку на участие в ней, согласно сообщению инсайдеров, продление Солнцевской линии за «Аэропорт Внуково» по-прежнему рассматривается в отдалённой перспективе, не имея официальных подтверждений.
В январе 2025 года впервые были официально опубликованы данные о планах к 2035 году. На презентации, выставленной на открытии городского вокзала «Щербинка», один из слайдов был посвящён развитию ТиНАО на этот срок. Среди прочего, указана новая станция на Солнцевской линии к югу от аэропорта Внуково, ЭКСПО, с пересадкой на другую линию метро. В феврале стало известно, что речь идёт о Бирюлёвской линии.

## Станции
|        | Название станции Прежние названия | Дата открытия   | Пере- садки | Глубина, м | Тип конструкции                            | Координаты                      | Вид станции |
| ------ | --------------------------------- | --------------- | ----------- | ---------- | ------------------------------------------ | ------------------------------- | ----------- |
| @8А 14 | «Деловой центр»                   | 31 января 2014  | 4А D1 D4    | −25        | колонная мелкого заложения трёхпролётная   | 55°44′57″ с. ш. 37°32′22″ в. д. |             |
| @8А 13 | «Парк Победы»                     | 31 января 2014  | 03 D4       | −73,6      | пилонная глубокого заложения трёхсводчатая | 55°44′10″ с. ш. 37°31′06″ в. д. |             |
| @8А 12 | «Минская»                         | 16 марта 2017   | D4          | −15        | колонная мелкого заложения двухпролётная   | 55°43′29″ с. ш. 37°29′48″ в. д. |             |
| @8А 11 | «Ломоносовский проспект»          | 16 марта 2017   |             | −15        | колонная мелкого заложения двухпролётная   | 55°42′26″ с. ш. 37°30′58″ в. д. |             |
| @8А 10 | «Раменки»                         | 16 марта 2017   |             | −15        | колонная мелкого заложения двухпролётная   | 55°41′51″ с. ш. 37°29′55″ в. д. |             |
| @8А 09 | «Мичуринский проспект»            | 30 августа 2018 | 11          | −13        | колонная мелкого заложения трёхпролётная   | 55°41′22″ с. ш. 37°28′59″ в. д. |             |
| @8А 08 | «Озёрная»                         | 30 августа 2018 |             | −25        | колонная мелкого заложения двухпролётная   | 55°40′14″ с. ш. 37°26′54″ в. д. |             |
| @8А 07 | «Говорово»                        | 30 августа 2018 |             | −14        | колонная мелкого заложения двухпролётная   | 55°39′34″ с. ш. 37°25′02″ в. д. |             |
| @8А 06 | «Солнцево»                        | 30 августа 2018 |             | −13        | колонная мелкого заложения двухпролётная   | 55°38′58″ с. ш. 37°23′28″ в. д. |             |
| @8А 05 | «Боровское шоссе»                 | 30 августа 2018 |             | −20        | колонная мелкого заложения двухпролётная   | 55°38′52″ с. ш. 37°22′13″ в. д. |             |
| @8А 04 | «Новопеределкино»                 | 30 августа 2018 |             | −16        | колонная мелкого заложения двухпролётная   | 55°38′23″ с. ш. 37°21′19″ в. д. |             |
| @8А 03 | «Рассказовка»                     | 30 августа 2018 |             | −12        | колонная мелкого заложения двухпролётная   | 55°38′03″ с. ш. 37°20′07″ в. д. |             |
| @8А 02 | «Пыхтино»                         | 6 сентября 2023 |             | 0          | наземная крытая полуподземная              | 55°37′30″ с. ш. 37°17′53″ в. д. |             |
| @8А 01 | «Аэропорт Внуково»                | 6 сентября 2023 |             | 0          | колонная мелкого заложения двухпролётная   | 55°36′26″ с. ш. 37°17′16″ в. д. |             |

## Депо и подвижной состав
| Электродепо      | Период      |
| ---------------- | ----------- |
| ТЧ-3 «Измайлово» | 2014—2018   |
| ТЧ-18 «Солнцево» | с 2018 года |

С открытия линии и до 30 августа 2018 года Солнцевский радиус обслуживался электродепо ТЧ-3 «Измайлово». При движении в депо от станции «Минская» поезда следовали по соединительной ветви на пути Арбатско-Покровской линии и далее в сторону станции «Партизанская» без высадки пассажиров. При этом по громкой связи на всех станциях, начиная от «Раменок», объявлялось голосовое сообщение о том, что поезд следует до «Партизанской». 30 августа 2018 года на Солнцевском радиусе было открыто собственное электродепо ТЧ-18 «Солнцево», которое было укомплектовано составами типа «Ока», ранее эксплуатировавшимися в депо ТЧ-3 «Измайлово». При этом последнее перестало обслуживать Солнцевскую линию. Площадь территории электродепо — 26,3 гектара. Депо включает помещения камеры мойки составов, административно-бытовой корпус (медпункт, столовая на 130 мест, комнаты отдыха на 44 человека), мотодепо, базы механизации и рельсосварочную станцию, отстойно-ремонтный корпус и вспомогательные сооружения. Электродепо ТЧ-18 «Солнцево» может одновременно принять до 40 составов.

### Количество вагонов в поезде
| Количество       | Период      |
| ---------------- | ----------- |
| 3 (типа «Русич») | 2014—2016   |
| 7                | 2016—2018   |
| 8                | с 2018 года |

### Тип подвижного состава
| Тип                                | Период                |
| ---------------------------------- | --------------------- |
| 81-740.1/741.1 «Русич»             | 2014—2016             |
| 81-740.4/741.4 «Русич»             | 2014—2016             |
| 81-760/761 «Ока»                   | с 2016 года           |
| 81-760А/761А/763А «Ока»            | 2018—2020 c 2023 года |
| 81-765.3/766.3/767.3 «Москва»      | 2018—2020             |
| 81-765.4/766.4/767.4 «Москва-2019» | 2019—2020             |

С 2014 по 2016 год во время работы челночного участка «Парк Победы» — «Деловой центр», линию обслуживало депо ТЧ-3 «Измайлово» одним составом типа 81-740.4/741.4 «Русич», реже 81-740.1/741.1 «Русич». 18 ноября 2018 года в депо ТЧ-18 «Солнцево» поступили два поезда модели 81-760А/761А/763А «Ока» со сквозным проходом. С 27 ноября 2018 года первый поезд эксплуатируется на Солнцевской и Большой кольцевой линиях, с 5 декабря там же эксплуатируется второй поезд, с 8 февраля 2019 года — третий. С ноября 2018 года в депо начались поставки составов 81-765.3/766.3/767.3 «Москва» для обучения локомотивных бригад и дальнейшей пассажирской эксплуатации на линии, которая началась 30 декабря 2018 года в день открытия станции «Савёловская». С 12 декабря 2020 года в связи с разделением Солнцевской и Большой кольцевой линий Солнцевский радиус стали обслуживать исключительно поезда модели 81-760/761 «Ока», а с 2023 года еще и вновь поезда модели 81-760А/761А/763А «Ока».

## Зонный оборот поездов
При движении в сторону станции «Аэропорт Внуково» два из трёх поездов следует до станции «Рассказовка», реже используются станции «Солнцево» (при заходе в депо), «Говорово» (для оборота) или «Раменки» (для отстоя).

## Средства сигнализации и связи
В качестве основного средства сигнализации на линии используется система АЛС-АРС без автостопов и защитных участков с нормально погашенными светофорами автоматического действия (машинист ориентируется только на показания (частоты) локомотивного указателя допустимой скорости (ЛУДСе) в кабине). Эксплуатируется в режиме 2/6 — два показания частоты АЛС-АРС из шести возможных при данной системе сигнализации. Резервное (дополнительное) средство сигнализации — автоблокировка без автостопов и защитных участков, светофоры которой включаются с целью осуществления проезда подвижного состава с необорудованными/неисправными/нерабочими устройствами АЛС-АРС, поскольку сигнал «один синий огонь», включённый на светофорах полуавтоматического действия, согласно Инструкции по сигнализации (ИСИ), является для них запрещающим показанием.